# Jan Antoszkiewicz
Jan Daniel Antoszkiewicz, w publikacjach naukowych również Jan D. Antoszkiewicz (ur. 3 stycznia 1937 w Warszawie, zm. 4 stycznia 2024) – polski profesor doktor habilitowany nauk ekonomicznych o specjalnościach naukowych kreatywność, metody rozwiązywania problemów, przedsiębiorczość, techniki zarządzania.

## Życiorys
W 1947 ukończył szkołę podstawową w Iłowie koło Sochaczewa. Absolwent VI Liceum Ogólnokształcącego im. Tadeusza Reytana w Warszawie (1953) i studiów wyższych na Wydziale Mechaniczno‐Konstrukcyjnym Politechniki Warszawskiej (1959, tytuł zawodowy magistra inżyniera mechanika). W 1975 uzyskał stopień naukowy doktora w zakresie zarządzania w Instytucie Organizacji i Zarządzania Politechniki Wrocławskiej, a 1 stycznia 1990 habilitował się na Wydziale Zarządzania Uniwersytetu Warszawskiego na podstawie pracy Metody heurystyczne. Twórcze rozwiązanie problemu. 26 kwietnia 2004 otrzymał tytuł profesora nauk ekonomicznych.
W latach 1962−1968 pracował jako inżynier w Instytucie Przemysłu Gumowego, a następnie w Instytucie Podstawowych Problemów Techniki PAN, specjalizując się w dziedzinie drgań konstrukcji z uwzględnieniem elementów gumowych oraz badań nieniszczących. W 1967 zmienił kierunek zainteresowań, stając się specjalistą w zakresie organizacji i zarządzania. Pracował kolejno w Centralnym Ośrodku Doskonalenia Kadr Kierowniczych w Warszawie (1968), Instytucie Przemysłu Maszynowego ORGMASZ (1970−1976), Instytucie Organizacji i Kierowania PAN oraz Instytucie Administracji i Zarządzania PAN (1976−1990). W latach 1981−1986 ekspert Międzynarodowej Organizacji Pracy w Etiopii. Od 1993 wykładowca Uniwersytetu Marii Curie‐Skłodowskiej w Lublinie, a od 1995 Szkoły Głównej Handlowej w Warszawie, gdzie był kierownikiem Zakładu Przedsiębiorczości oraz kierownikiem studiów podyplomowych z zakresu konsultingu i przedsiębiorczości.
Od 2004 profesor Społecznej Akademii Nauk w Łodzi, w której pełnił funkcję dziekana Wydziału Zarządzania. Wykładał również w Wyższej Szkole Humanistyczno-Ekonomicznej w Łodzi, w Społecznej Wyższej Szkole Przedsiębiorczości i Zarządzania w Łodzi oraz na Wydziale Zarządzania Politechniki Częstochowskiej. Pracował w Centrum Administracyjnym i Gospodarczym Rządu i jako doradca Prezesa Polskiej Wytwórni Papierów Wartościowych. Od roku 2006 zaangażowany w działalność Akademickich Inkubatorów Przedsiębiorczości w Warszawie. W 2007 Szkoła Główna Handlowa w Warszawie opublikowała książkę Przedsiębiorczy menedżer w przedsiębiorczej organizacji. Księga Jubileuszowa z okazji 70-lecia urodzin oraz 50-lecia pracy zawodowej Profesora Jana D. Antoszkiewicza (Warszawa 2007, ISBN 978-83-7378-293-8). 

## Publikacje książkowe
- Metody heurystyczne, Warszawa 1982, ISBN 83-208-0206-7
- Metody skutecznego zarządzania, Warszawa 1996, ISBN 83-904903-0-7
- Firma wobec zagrożeń: identyfikacja problemów, Warszawa 1998, ISBN 83-86890-35-5
- Techniki menedżerskie – skuteczne zarządzanie firmą, Warszawa 2001, ISBN 83-86890-88-6 (wraz ze Zbigniewem Pawlakiem)